# Selenka Tamás
Selenka Tamás (Budapest, 1949. június 3. –) magyar labdarúgó, csatár.

## Pályafutása
A Ferencvárosban kezdte a labdarúgást. 1968 és 1969 között a Kaposvári Táncsicsban szerepelt. Az élvonalban 1970. október 18-án mutatkozott be a Szegedi EOL ellen, ahol csapata 4–0-s győzelmet aratott. A Fradiban mindössze három bajnoki mérkőzésen jutott szóhoz, de ezzel tagja volt az 1970–71-es ezüstérmes csapatnak. 1972 és 1974 között a VM Egyetértés csapatában játszott. Az MTK és az Egyetértés fúziója után a Tatabányai Bányász labdarúgója lett. Itt 1976-ig szerepelt az élvonalban. 1976 nyarán a  Ganz-MÁVAG-hoz szerződött. 1980-ban az ÉGSZÖV MEDOSZ játékosa lett.

## Sikerei, díjai
- Magyar bajnokság
  - 2.: 1970–71

## jegyzetek
1. ↑  Az MLSZ jóváhagyta Turai László átigazolását.  Somogyi Néplap,  XXXI. évf.   (1975. február 22.)   45. o.
2. ↑  Az NB II átigazolási listája.  Népsport,  XXXII. évf.  170. sz. (1976. július 18.)   7. o.
3. ↑  40 volt NB I-es játékos az újonnan igazoltak között!  Népsport,  XXXVI. évf.  185. sz. (1980. augusztus 2.)   8. o.